# Siw Karlén
Siw Linnéa Karlén, född 5 juli 1929 i Stockholm, död 27 november 2017, var en svensk musiker (dragspel, bas).
Karlén var medlem i Mälartöserna, men bildade en egen orkester 1952 tillsammans med Diana Miller och Inger Lindberg, och de turnerade under 15 år i hela Europa.

## Filmografi
1950 – Svenska takter – basist 